# محمد باهو
محمد باهو هو حكم كرة قدم مغربي سابق .

## مسيرته
أدار مرتين نهائي كأس العرش:
- 1977 : بين الرجاء البيضاوي و الدفاع الحسني الجديدي
- 1985 : بين الجيش الملكي و الدفاع الحسني الجديدي